# Вэнь син дяо лун
«Вэнь синь дяо лун» (кит. трад. 文心雕龍, упр. 文心雕龙, пиньинь wén xīn diāo lóng, буквально: «Дракон, изваянный в сердце письмен», «Дракон, изваянный в сердце словес», «Резной дракон литературной мысли») — трактат эпохи Шести династий о китайской литературной эстетике, созданный поэтом и литературным критиком Лю Се (466?-522? гг.); самое значительное литературное теоретическое сочинение эпохи Шести династий и всей литературной критики раннесредневекового Китая. В данной работе Лю Се опирается на сочинение автора Лу Цзи «Вэнь фу» и объясняет его.
Трактат был создан предположительно в последней трети V в. или в первом десятилетии VI в. Древнейший подлинный рукописный вариант, обнаруженный в начале XX в. среди рукописей Дуньхуана, относится к эпохе Тан (618—907 гг.). В дальнейшем трактат многократно переиздавался в виде самостоятельного памятника, а также входил в состав различных сводов. На сегодняшний день существует около 20 научных комментированных изданий; все они были созданы в XX в.

## Причина создания
Видя недостатки в правилах письменного творчества и в однотипной литературной критике того времени, Лю Се захотел создать собственную литературную теоретическую систему. Ещё одним фактором стало то, что написание данного трактата увековечило имя Лю Се в истории китайской литературной мысли (хотя считается, что при жизни он не получил должного признания).

## Структура
Трактат представляет собой сочинение объёмом более 20 тысяч иероглифов, состоящее из 50 частей — предисловия под названием «Сюй чжи» и 49 глав, каждая из которых имеет собственное название. В научной литературе до сих пор нет единого мнения по поводу структуры трактата. «Сюй чжи» во многих изданиях рассматривается не как предисловие, а как заключительная 50-я глава, несмотря на то, что в этой части описывается замысел автора создать произведение из 49 глав.
Наиболее распространено мнение, что трактат делится на две основные смысловые части. Первая состоит из 24 глав, посвящённых сущности изящной словесности. Во второй части (25 глав) повествуется о творческом процессе. Считается также, что внутри обеих частей главы существуют тематические блоки, однако их число также определяется по-разному.
Кроме предисловия, ещё 4 главы составляют теоретическую основу трактата; 20 глав посвящены стилистике литературы (в каждой из которых разобраны 1-3 литературных стиля), 19 глав описывают проблемные моменты в теории китайской литературы (стили искусства, теорию творческого процесса, личность писателя, взаимосвязь между навыками писателя и риторикой, и т. д.), 2 главы сконцентрированы на описании и критике стиля прошлых эпох. Оставшиеся 4 главы посвящены описанию теории пространства и времени.
Трактат обладает сложной внутренней структурой и выполнен в трудной для понимания стилистической манере. Текст изобилует прямыми и скрытыми цитатами из большого количества предшествующих философских, историографических и поэтических произведений. Также в трактате активно используется прием аллюзии на исторические события и эпизоды из биографий легендарных персонажей. В связи со сложностью построения произведения существует большое количество научных изданий, в которых почти каждая строка трактата сопровождается толкованиями и примечаниями.

## Содержание
Центральными проблемами в трактате являются: происхождение изящной словесности, её культурно-художественные основы и составляющие её жанров; природа поэтического творчества, организация литературного произведения. Истоки изящной словесности вэнь Лю Се видит в конфуцианских канонах. Он пишет, что конфуцианские книги не только передают нравственные устои, но и несут в себе совершенные художественные достоинства.
Анализируя жанры литературы, Лю Се выделяет 33 жанра, возглавляемые поэзией. Разработанная в данном трактате классификация по ряду пунктов совпадает с классификацией Сяо Туна (501—531 гг.) в «Вэнь сюань» (кит. 文選). Оба теоретика признают приоритетное положение поэтических жанров. Основным различием в обеих теориях является то, что Лю Се дифференцирует изящную словесность вэнь более точно, потому что считает её особенностью наличие ритмического строения, подкреплённого рифмой.
Характеризуя поэтические жанры и их историю, Лю Се основывается на конфуцианских воззрениях на изящную словесность и сущность поэтического творчества. При этом, взгляды Лю Се на природу поэзии исходят уже из даосских и натурфилософских представлений о мире и человеке. Он полностью разделяет и развивает концепцию необходимости вдохновения, изложенную в «Вэнь фу» Лу Цзи, и считает, что состояние вдохновения является началом творчества. Для того, чтобы творить, требуется найти гармонию между творческой индивидуальностью автора и способом выражения вдохновения в создании произведения. Поэтому Лю Се рассматривает литературное произведение в виде системы, подобной живому организму.
В последних главах рассматриваются проблемы соотношения литературного процесса с историческими и политическими реалиями, а также личностью отдельных авторов.

## Влияние
Лю Се хотел дать полный и внутренне последовательный отчет о литературе. Главный вклад Лю Се в том, что он окончательно утвердил в литературно-теоретической мысли Китая понимание художественной литературы и её жанрового состава. Таким образом, Лю Се в своём трактате подвел итог творческому опыту и изначально установил методологию литературной критики.
«Вэнь синь дяо лун» оказал огромное влияние на современные автору литературные традиции, вызвал критику со стороны поздних поколений, а также стал основой множества исследований китайского и зарубежного литературоведения.